# 全榮
全荣（1869年11月5日—20世纪？）爱新觉罗氏，尼堪后裔，桂丰第一子。

## 生平
全荣生于同治八年己巳十月初二日未时，属于恒字辈。光绪十八年（1892年），全荣袭镇国公。光绪二十八年正月，镇国公全荣奉派守护西陵。光绪三十一年十一月十一日，准军机处片交军机大臣面奉谕旨：“奉恩镇国公全荣府第著作为学部衙署，全荣著赏银一万三千两，由学部给发。钦此。”全荣于光绪三十一年由西陵返回北京时，府邸已被征用，乃迁居西单牌楼西側，全荣府和本家分住邱祖胡同和报子胡同，邱祖胡同的一家被称作“西府”，报子胡同的一家被称作“东府”。